# Мокрий Кагарлик
Мокрий Кагарлик — річка в Україні, у Кагарлицькому й Миронівському районах Київської області. Права притока Росави II (басейн Дніпра).

## Опис
Довжина річки 35 км, похил річки — 1,9 м/км. Площа басейну 185 км².

## Розташування
Бере початок на південно-східній стороні від Черняхіва. Тече переважно на південний схід через Расавку (колишнє Юзефівка), місто Кагарлик і у селі Зеленьки впадає у річку Росаву II, ліву притоку Росави.
Населені пункти вздовж берегової смуги: Расавка, Слобода, Переселення, Зелений Яр, Липовець.
Річку перетинає автошлях Н01